# Alexandre Imperatori
Alexandre Imperatori (ur. 19 kwietnia 1987 roku w Genewie) – szwajcarski kierowca wyścigowy.

## Kariera
Imperatori rozpoczął karierę w wyścigach samochodowych w 2004 roku od startów w Formule Lista Junior oraz Azjatyckiej Formule Renault. W Formule Lista Junior z dorobkiem 25 punktów uplasował się na czternastej pozycji w klasyfikacji generalnej. W późniejszych latach Szwajcar pojawiał się także w stawce Chińskiej Formuły Renault, Japońskiej Formuły 3, Grand Prix Makau, 6 Hours of Zhuhai, Super GT, Malaysia Merdeka Endurance Race, Azjatyckiego Pucharu Porsche Carrera, Formuły Nippon, GT Asia Series, VLN Endurance, Porsche City Index Carrera Cup, City of Dreams Macau GT Cup, 24-godzinnego wyścigu Le Mans, FIA World Endurance Championship, American Le Mans Series, 24h Nürburgring oraz United Sports Car Championship.

## Wyniki w 24h Le Mans
| Rok  | Zespół           | Partnerzy                      | Samochód            | Klasa | Okr. | Poz. | Klasa Pos. |
| ---- | ---------------- | ------------------------------ | ------------------- | ----- | ---- | ---- | ---------- |
| 2013 | KCMG             | Matthew Howson Ho-Pin Tung     | Morgan LMP2-Nissan  | LMP2  | 241  | NU   | NU         |
| 2014 | KCMG             | Matthew Howson Richard Bradley | Oreca 03R-Nissan    | LMP2  | 87   | NU   | NU         |
| 2015 | Rebellion Racing | Dominik Kraihamer Daniel Abt   | Rebellion R-One-AER | LMP1  | 336  | 18   | 9          |